# Aglaia simplicifolia
Aglaia simplicifolia är en tvåhjärtbladig växtart som först beskrevs av Richard Henry Beddome, och fick sitt nu gällande namn av Hermann August Theodor Harms. Aglaia simplicifolia ingår i släktet Aglaia och familjen Meliaceae. Inga underarter finns listade i Catalogue of Life.